# Borda (település)
Borda (Burda), település Romániában, a Partiumban, Bihar megyében.

## Fekvése
A Bihar-hegységben, a Budurásza-patak mellett, Belényestől északkeletre, Kereszély és Biharszenes közt fekvő település.

## Története
Borda nevét 1588, 1692-ben Burda néven említette először oklevél.
1808-ban Burda, 1913-ban Borda néven írták.
Borda (Burda) földesura a görögkatolikus püspök volt, aki itt a 20. század elején is birtokos volt.
1910-ben 494 lakosából 8 magyar, 486 román volt. Ebből 486 görögkeleti ortodox, 7 izraelita volt.
A trianoni békeszerződés előtt Bihar vármegye Belényesi járásához tartozott.

## Nevezetességek
- Görög keleti temploma - az 1800-as évek elején épült.